# Saint-Aubin-en-Bray

Saint-Aubin-en-Bray este o comună în departamentul Oise, Franța. În 1 ianuarie 2022 avea o populație de 1.193 de locuitori.